# 全巴勒斯坦保護國
全巴勒斯坦保护国，简称全巴勒斯坦，是歷史上埃及的一個從屬國，其統治地區相當於現今的加沙地带。1948年阿拉伯-以色列戰爭爆發後的1948年9月22日，全巴勒斯坦保護國成立，並且由全巴勒斯坦政府統治。阿明·侯赛尼出任主席。1948年12月，全巴勒斯坦政府就迁往开罗。1953年，全巴勒斯坦政府被解散，但全巴勒斯坦保護國地位不變。1959年，全巴勒斯坦保護國并入阿拉伯聯合共和國。